# 褐背鹟鵙
褐背鹟鵙（学名：Hemipus picatus），又名褐背鹊鵙，为山椒鸟科鹟鵙属的鸟类，俗名褐背花伯劳。分布于自印度、斯里兰卡、向东沿喜马拉雅山脉至中南半岛、马来半岛、印度尼西亚以及中国大陆的云南、贵州、广西等地，多栖息于海拔2100米以下的开阔次生林、针阔混交林中，也见于林缘、公路边或坝区的树丛间以及雨林。该物种的模式产地在印度德干Dukhun。

## 亚种
- 褐背鹟鵙西南亚种（学名：Hemipus picatus capitalis）。分布于印度、尼泊尔、锡金、不丹、缅甸、老挝、泰国、越南以及中国大陆的云南、广西、贵州等地。该物种的模式产地在印度阿萨姆。[4]
- 
- 褐背鹟鵙指名亚种（学名：Hemipus picatus picatus）